# Spoorlijn Hillerød - Snekkersten
De spoorlijn Hillerød - Snekkersten (Deens: Lille Nord = Klein Noorden), is een enkelsporige spoorlijn in het noorden van Seeland in Denemarken tussen Hillerød en Helsingør. De treinen over de Lille Nord rijden na Snekkersten door op de Kystbanen naar Helsingør. In Hillerød geeft de spoorlijn aansluiting op de S-tog lijn Kopenhagen - Hillerød, de spoorlijn Hillerød - Hundested en de spoorlijn Hillerød - Gilleleje / Tisvildeleje.

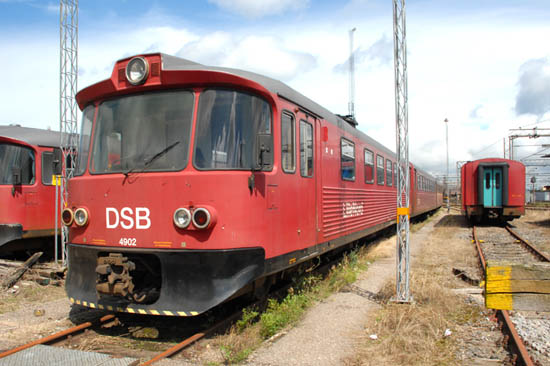
Lynette materieel, waarmee DSB de Lille Nord tot 2007 exploiteerde

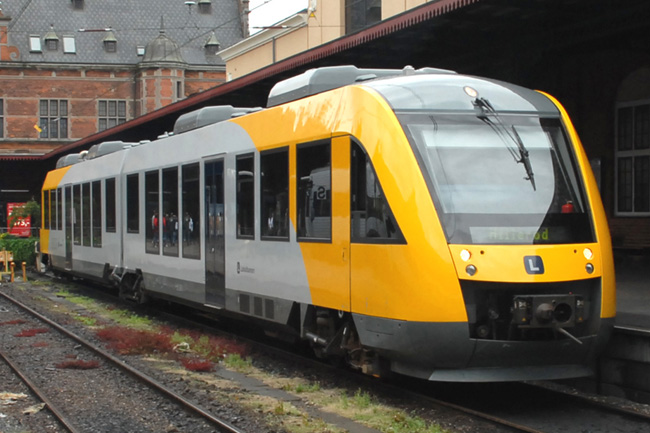
Lint materieel, waarmee LB de Lille Nord sinds 2007 exploiteert

Voordat de Nordbanen tussen Kopenhagen en Hillerød werd omgebouwd tot S-tog, maakte de huidige Lille Nord deel uit van de oude Nordbanen van Østerport via Hillerød naar Helsingør. De spoorlijn tussen Hillerød en Snekkersten werd geopend op 8 juni 1864 door Det Sjællandske Jernbaneselskab (SJS). In 1880 werd de maatschappij door de staat overgenomen, waaruit in 1885 het staatsspoorwegbedrijf Danske Statsbaner (DSB) ontstond.
In 2002 ging het beheer van de spoorlijn over van DSB naar Hovedstadens Lokalbaner. In tegenstelling tot de andere spoorlijnen in Seeland, ging de exploitatie van de verbinding tussen Hillerød en Helsingør nog niet over naar Lokalbanen (LB), maar bleef in handen van DSB. Tot 2007 voerde DSB S-tog hier de treindienst uit, waarna de exploitatie alsnog overging naar Lokalbanen, dat in 2015 opging in Lokaltog.